# Usul
Usul is een bestuurslaag in het regentschap Indragiri Hulu van de provincie Riau, Indonesië. Usul telt 1253 inwoners (volkstelling 2010).